# VisiCalc
VisiCalc was de eerste spreadsheet die beschikbaar was voor personal computers. Het programma wordt algemeen beschouwd als de killerapplicatie die de microcomputer van een hobby van een enkele liefhebber omvormde tot een serieus zakelijk hulpmiddel. 

## Oorsprong

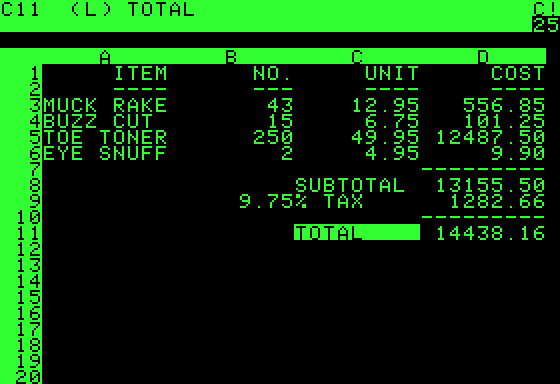
kleine VisiCalc-spreadsheet

Het programma was door Dan Bricklin bedacht en werd door Bob Frankston verfijnd, ontwikkeld door hun bedrijf Software Arts en door Personal Software Inc. in 1979 op de markt gebracht, in het bijzonder voor de Apple II. Personal Software Inc. werd later van naam veranderd in VisiCorp. Het maakte dat de Apple, die alleen door computeraars werd gebruikt, een computer met commerciële toepassingen werd. Dit heeft waarschijnlijk ook IBM gemotiveerd om de pc-markt te betreden, die ze tot dan toe hadden genegeerd. VisiCalc werd na de versie voor Apple II ook voor de 8-bit-computers van Atari uitgebracht, voor de Commodore PET, beide gebaseerd op de 6502-processor van MOS Technology, net als de Apple, en voor de IBM PC, gebaseerd op Intels 8086, een wezenlijk andere architectuur dan de Apple.
Bricklin zegt dat hij tot zijn idee kwam toen zijn professor op de Harvard Business School op het bord aan een financieel model rekende. Wanneer die een fout ontdekte, of een parameter wilde veranderen, moest hij een grote hoeveelheid gegevens in de tabel op een omslachtige manier wissen en alles opnieuw uitrekenen. Bricklin zag dat het op een computer gemakkelijker kon, door middel van een elektronische spreadsheet, waarin de resultaten van de onderliggende formules waren te zien.

## Opvolgers
Ondanks het feit dat een elektronische spreadsheet zo'n revolutionair idee was, werd tegen Bricklin gezegd dat het onwaarschijnlijk was dat hij een patent zou krijgen toegewezen. Hij miste daardoor de kans om met zijn idee veel winst te maken. Er wordt gezegd dat op dat moment de wetgeving omtrent patenten niet op software van toepassing was, dus kon het product alleen via auteursrecht worden beschermd en zelfs dan was het onwaarschijnlijk dat dat voldoende zou zijn om het tegen iets veranderde kopieën te beschermen.
Later werden krachtiger klonen van VisiCalc uitgebracht, zoals SuperCalc, MultiPlan van Microsoft, Quattro Pro van Borland, Lotus 1-2-3, Microsoft Excel, LibreOffice Calc en de spreadsheetmodules van AppleWorks en Gnumeric. De eerste kloon van VisiCalc die heel succesvol werd op de markt was Lotus 1-2-3 voor de IBM PC. Vanwege het net vermelde ontbreken van een patent hoefde geen van de ontwikkelaars van de vroege opvolgers van VisiCalc aan VisiCorp rechten te betalen.

## Websites
- (en)  Dan Bricklin's own VisiCalc webpage. VisiCalc: Information from its creators, Dan Bricklin and Bob Frankston, met geschiedenis en een PC versie die kan worden gedownload
- (en)  Bob Frankston. Implementing VisiCalc, 6 april 2003. gearchiveerd, persoonlijk relaas over de ontwikkeling van VisiCalc
- (en)  PCWorld. Three Minutes: Godfathers of the Spreadsheet, 3 juni 2004. gearchiveerd, interview met de makers van VisiCalc
- (en)  Techdirt: What If VisiCalc Had Been Patented?, 12 augustus 2005.